# 木ノ根雄志
木ノ根 雄志（きのね ゆうじ、1983年12月4日 - ）は、日本の実業家、社会活動家。IT・プロモーション企業である株式会社ファーストイノベーションの代表取締役社長。「つながり応援プロジェクト」統括。茨城県出身。 

## 経歴
2016年12月、東京都中央区に本社を置く株式会社ファーストイノベーションを創業し、代表取締役社長に就任した。同社はWebサイト制作やSEO対策、プロモーションなど多岐にわたる事業を展開し、地方自治体や企業向けに地域PRやクラウドファンディング支援などのサービスを提供している。2022年には「つながり応援プロジェクト」を発足。 

## 活動
地方創生を目的とした「つながり応援プロジェクト」を主導し、SNSやクラウドファンディングを活用して各地域の課題解決や魅力発信を行っている。 

### 山口県での取り組み
2023年「山口つながり応援」キャンペーンを実施、寄せられた支援金は県内の福祉団体へ寄付された。また、山口県の地域企業・自治体向けに無償のクラウドファンディング支援プログラムを実施し、資金調達や広報活動を支援した。2025年には周防大島つながり祭りも開催。 

### 宮城県での取り組み
2024年「宮城つながり応援」キャンペーンを実施。宮城県庁や仙台市、東北楽天ゴールデンイーグルスなどの協力を得て県内の観光資源や特産品に関する情報発信を促し、抽選形式で宿泊券や名産品を提供するPR活動を行った。また、宮城県白石市の老舗旅館や酒造会社と協力したクラウドファンディングや気仙沼市大島の龍宮まつりへの支援など、県内各地の地域活性化をサポートした。これらの活動は地元紙や観光経済新聞などでも報じられた。 